# Charles Mingus
Charles Mingus Jr. (Nogales, Arizona, 1922. április 22. – Cuernavaca, Mexikó, 1979. január 5.) a dzsessz történetének egyik meghatározó nagybőgőse, komponistája és zenekarvezetője.
Mingus szerzeményei a hard bop hangulatát az afroamerikai gospel zenével, a third streammel, a free dzsesszel és a komolyzenével ötvözik. Bár maga Mingus egész életében a beskatulyázás ellen ágált, életműve a fekete tradíciókon alapuló modern dzsessz volt. Példaképének Duke Ellingtont tartotta, és gyakran hivatkozott a templomi zenére.

## Életpályája
Mingus gyakorta alkalmazta a kollektív improvizációt, ami a New Orleans-i dzsesszparádék állandó eleme, ezzel az individuum és a zenekar, mint egy nagyobb egység kommunikációjára fókuszált. Zenekarai megalapításakor Mingus nem csak a hangszeres tudást és a muzikalitást vette figyelembe, hanem a zenészek személyiségét is. Sok zenésze később nagy szólókarriert futott be. Tehetséges és sokszor kevésbé ismert munkatársakat toborzott magának, hogy a hagyományoktól eltérő gondolatait megvalósítsa. Zenészként Mingus a nagybőgő technikájának forradalmasítója volt, napjainkig is a hangszer egyik legendás játékosaként ismerik.
Idővel rendkívül szenvedélyes zenéjének köszönhetően ráragadt a „Dzsessz Dühös Embere” becenév. Sokszor dühkitöréseket rendezett a színpadon, megfeddte vagy kirúgta a zenészeit. Tettlegességre is sor került: miután zenésztársát megverte (ököllel kiverte a fogát), felfüggesztett börtönbüntetésre ítélték.
Zeneszerzői kvalitásai valamint zenészei speciális feladatai miatt Mingust gyakran Duke Ellington utódjának tartják. Dizzy Gillespie szerint Mingus az „ifjabb Duke”, köszönhetően szervezési zsenialitásának.
Sokak szerint saját zenéjét Mingus vezetése nélkül nehézkes játszani. Ennek ellenére rengeteg zenész tartja repertoáron Mingus kompozícióit még napjainkban is. Életműve nyomán alakult a Mingus Big Band, a Mingus Dynasty és a Mingus Orchestra. Nevét viseli a Charles Mingus Középiskolai Zenei Verseny is.
Gunther Schuller szerint Mingus neve a legfontosabb amerikai komponisták listáján szerepel, nem csak dzsessz-kategóriában. 1988-ban a Nemzeti Művészeti Alap elkészíttette Mingus szerzeményeinek katalógusát, amit ma a New York-i Könyvtár zenei részlegén őriznek. 1993-ban a Kongresszusi Könyvtár megszerezte a teljes Mingus életművet, kottákat, zenei felvételeket. Ezt a gyűjteményt a könyvtár a legértékesebb „dzsesszkézirat-kollekciónak” tartja.
Halálát amiotrófiás laterálszklerózis okozta: folyamatosan lebénult, a ritka idegsorvadás miatt végül tolókocsiba kényszerült, 56 évesen hunyt el Mexikóban.

## Válogatott diszkográfia
- Strings and Keys (1953)
- Miss Bliss (1953)
- Jazzical Moods, Volume 1 (1955)
- Jazzical Moods, Volume 2 (1955)
- Jazz Composers Workshop (1956)
- Pithecanthropus Erectus (1956)
- The Clown (1957)
- Mingus Three (1957)
- East Coasting (1957)
- A Modern Jazz Symposium of Music and Poetry (1959)
- Mingus Ah Um (1959)
- Blues & Roots (1960)
- Mingus Dynasty (1960)
- Charles Mingus Presents Charles Mingus (1960)
- Pre-Bird (1961)
- Newport Rebels (1961)
- Mingus (1961)
- Tijuana Moods (1962)
- Oh Yeah (1962)
- The Black Saint and the Sinner Lady (1963)
- Tonight at Noon (1964)
- Mingus Plays Piano (1964)
- Mingus Mingus Mingus Mingus Mingus (1964)
- Blue Bird (1971)
- Pithycanthropus Erectus (1971)
- Charles Mingus with Orchestra (1971)
- Let My Children Hear Music (1972)
- Mingus Moves (1974)
- Changes One (1975)
- Changes Two (1975)
- Three or Four Shades of Blues (1977)
- Lionel Hampton Presents Charles Mingus (1977)
- Cumbia & Jazz Fusion (1978)
- Reincarnation Of A Love Bird (1988)
- Mysterious Blues (1990)
- Shadows (2016)

## Díjak és kitüntetések
- 1971: Guggenheim Fellowship (Zenei kompozíció)
- 1971: beiktatták a Down Beat Jazz Hall of Famebe.
- 1988: A Nemzeti Művészeti Alap kibocsátotta a "Let My Children Hear My Music" című katalógusát Mingusról. A mikrofilmeket a New York-i Könyvtárban őrzik, ahol tanulmányozhatók.
- 1993: A Kongresszusi Könyvtár összeállítja a Mingus-hagyatékot[7]
- 1995: az amerikai posta Mingus arcképével ellátott bélyeget bocsátott ki.
- 1997: posztumusz megkapta a Grammy életműdíjat.
- 1999: az 1959-es Mingus Dynasty című lemezt beiktatták a Grammy Hall of Fame-be.
- 2005: beiktatták a Jazz at Lincoln Center intézet Nesuhi Eretgun Jazz Hall of Fame-jébe.